# 34138 Frasso Sabino
34138 Frasso Sabino este un asteroid din centura principală, descoperit pe 25 august 2000, de Frasso Sabino Obs..